# Prisoner of War
Prisoner of War (рус. Военнопленный, в России официально издана под названием «Побег») — компьютерная игра в жанре квеста со стелс-элементами, созданная компанией Wide Games и изданная Codemasters в 2002 году.
В 2003 году была выпущена русская версия, изданная компанией «1С». Игра была локализована субтитрами, оставлено оригинальное озвучивание на английском языке.

## Сюжет
Главный герой игры — капитан ВВС Армии США Льюис Стоун. Во время выполнения боевого задания его разведывательный самолёт вышел из строя и упал. Стоун и позднее его напарник Джеймс Дейли (Джей-Ди) были захвачены гитлеровцами и доставлены в пересыльный лагерь для военнопленных. Стоун и Джей-Ди проникают на охраняемую стоянку и залезают в кузов грузовика, Однако по дороге грузовик едва не сталкивается с машиной генерала Шталя. У Джей-Ди не выдерживают нервы, он выскакивает из машины и погибает от руки Шталя. Стоуна переводят в лагерь Шталаг Люфт. Там он включается в деятельность комитета по побегам и выполняет различные задания. Изучив чертежи, украденные Стоуном, руководители комитета с ужасом понимают, что лагерь станет прикрытием для разработки новых сверхмощных ракет, способных разрушить любой город.
Стоун совершает побег из лагеря с копиями чертежей, но его задерживает патруль. Попытка выдать себя за голландского рабочего не удаётся  и Стуона отправляют в замок Колдиц, где содержатся склонные к побегу военнопленные. Там он также включается в деятельность комитета и помогает британскому полковнику Роджеру Хардингу из отдела специальных операций.

## Игровой процесс
Геймплей представляет собой смесь жанров квест и стелс-экшен. Действие игры развивается во время Второй мировой войны.
Главному герою, военнопленному, нужно бежать из концлагеря нацистов. В игре фигурируют по сюжету реально существовавшие концлагеря, такие как Шталаг-Люфт и Колдиц.

## Рецензии и оценки
| Сводный рейтинг       | Сводный рейтинг       | Сводный рейтинг | Сводный рейтинг       |
| Издание               | Оценка                | Оценка          | Оценка                |
| Издание               | PC                    | PS2             | Xbox                  |
| --------------------- | --------------------- | --------------- | --------------------- |
| GameRankings          | 64,86 %               | 73,16 %         | 68,94 %               |
| Metacritic            | 64 / 100 (12 обзоров) |                 | 64 / 100 (20 обзоров) |
| Иноязычные издания    |                       |                 |                       |
| Издание               | Оценка                | Оценка          | Оценка                |
| Издание               | PC                    | PS2             | Xbox                  |
| 1UP.com               |                       |                 | B-                    |
| AllGame               | [ 7 ]                 |                 |                       |
| CVG                   | 7,7 / 10              | 7,0 / 10        |                       |
| Eurogamer             |                       |                 | 8 / 10                |
| GameSpy               | [ 11 ]                |                 |                       |
| IGN                   | 7,4 / 10              |                 | 6,9 / 10              |
| XboxAddict            |                       |                 | 75 %                  |
| GameStats             | 6,7 / 10              | 7,3 / 10        | 6,5 / 10              |
| Русскоязычные издания |                       |                 |                       |
| Издание               | Оценка                | Оценка          | Оценка                |
| Издание               | PC                    | PS2             | Xbox                  |
| Absolute Games        | 85 %                  |                 |                       |
| «Домашний ПК»         | [ 19 ]                |                 |                       |
| «Игромания»           | 7,0 / 10              |                 |                       |
| «Страна игр»          | 8,0 / 10              |                 |                       |

Общая оценка (на основе нескольких рецензий), указанная на сайте MobyGames составляет 67 из 100 (для версии под Windows) и 64 из 100 (для Xbox).